# City América
City América é um bairro nobre localizado na zona noroeste da cidade de São Paulo, no distrito de São Domingos, pertencente à região de Pirituba, e administrado pela subprefeitura Pirituba/Jaraguá.

## História
A Cia. City, empresa responsável pelo desenvolvimento de bairros nobres como o Pacaembu e o Jardim América, urbanizou o City América com alicerce nos conceitos que a consagraram. Sua construção ocorreu em duas etapas, sendo dividido em City América I e II.
Teve origem na década de 1970. Os terrenos comprados pela empresa urbanística eram até então destinados à criação de gado de corte e pertencentes à Companhia Armour.
O bairro se desenvolveu como bairro-jardim e atualmente é um loteamento de alto padrão. O projeto urbanistico é do Eng° Agrim. Kerginaldo Silva e as obras de infra- estrutura foram implantadas sob direção e responsabilidade do Eng° Civil Pedro Ernesto Francisco Py 

## Localização
O bairro está situado nas proximidades dos trechos iniciais das rodovias Bandeirantes e Anhanguera, ao lado da Marginal Tietê e do Tietê Plaza Shopping.
Os bairros que fazem divisa com o City América são: Vila Fiat Lux, Parque São Domingos, Parque Maria Domitila, Chácara Inglesa (distrito de Pirituba) e Bela Aliança ("City Lapa"), sendo o último pertencente ao distrito da Lapa.

## Parque Cidade de Toronto
O Parque Cidade de Toronto é o maior ponto turístico do bairro. Foi criado pela Prefeitura de São Paulo em parceria e cooperação técnica da prefeitura da cidade de Toronto, Canadá, no ano de 1992. A área designada atende vários bairros da região de Pirituba.
Seus bosques possuem espécies que refletem a paisagem canadense. Além disso, sua vegetação conta com jardins e espécies originárias da Mata Atlântica.
Os brejos e o lago do parque apresentam uma fauna característica desse ecossistema. Juntos, constituem grande parte de sua área e contam com 87 espécies.

## Características e segurança
O bairro é majoritariamente horizontal e apresenta intensa arborização, ruas levemente curvilíneas e distribuição de áreas livres (praças, canteiros e calçadas verdes).
Suas casas são consideradas luxuosas, sendo um bairro predominantemente de classe alta.
Possui ruas protegidas por guaritas e câmeras de monitoramento, a fim de assegurar a segurança de seus moradores e visitantes que, em grande parte, utilizam o bairro para atividades físicas como o Jogging (Cooper).
Em 2015, recebeu a multinacional suíça ABB, líder em tecnologias de energia e automação, que se instalou no mesmo espaço onde, alguns anos atrás, atuava a antiga Manah (atual Bunge Fertilizantes).